# Cúmul doble de Perseu
El cúmul doble de Perseu és el nom amb el qual es coneixen els cúmuls oberts NGC 869 (també conegut com a h Persei) i NGC 884 (conegut també com χ Persei), tots dos visibles a ull nu i situats a la constel·lació de Perseu a una distància d'una mica més de 2300 parsecs (7600 anys llum) del Sol.
L'edat de tots dos cúmuls s'estima en aproximadament 13 milions d'anys, tenint masses respectives de 3700 i 2800 masses solars. NGC 869 és el que té l'estel més brillant dels dos, amb una magnitud bolomètrica d'al voltant de -9 (més de 300000 vegades més brillant que el Sol) i una massa d'al voltant de 30 masses solars; els altres estels brillants tenen masses i lluminositats menors. Pertanyen a l'associació estel·lar Perseu OB1.
Una recerca molt recent, no obstant això, suggereix que els dos cúmuls són molt més majors del que hom pensava anteriorment, amb una espècie d'halo d'estels associats a ells al seu al voltant i una massa total de 20.000 masses solars, havent-hi 8.400 masses solars en estels en un radi de 10 minuts d'arc al voltant del centre de cadascun d'ells.